# Makovité
Makovité (Papaveraceae), alternativně také mákovité, je čeleď vyšších dvouděložných rostlin z řádu pryskyřníkotvaré (Ranunculales). Jsou to byliny nebo řidčeji i dřeviny s jednoduchými, dělenými až zpeřenými listy a oboupohlavnými pravidelnými nebo souměrnými květy. Květy mohou být velké a nápadné i velmi drobné. Čeleď zahrnuje asi 770 druhů ve 43 rodech. Je rozšířena zejména v mírném pásu a subtropech severní polokoule. V české květeně ji zastupují rody mák, dymnivka, vlaštovičník, zemědým a rohatec.

## Popis
Zástupci makovitých jsou jednoleté až vytrvalé byliny nebo méně často keře i menší stromy s měkkým dřevem. Listy jsou obvykle jednoduché střídavé, s čepelí často laločnatou nebo dělenou a s víceméně zpeřenou žilnatinou, bez palistů. Okraj čepele je celokrajný nebo zubatý až ostnitý. Stonky jsou často s mléčnicemi obsahujícími bílý nebo barevný latex. Květy jsou oboupohlavné, pravidelné nebo souměrné, v květenstvích různého typu. Květní obaly jsou rozlišené na kalich a korunu, vzácně zcela chybí. Kališní lístky v počtu nejčastěji 2 nebo 3, obvykle rychle opadavé. Korunní lístky v počtu 4 nebo 6 (vzácněji více). Tyčinek je mnoho, zřídka 2 nebo 4. Semeník je svrchní, srostlý ze 2 až mnoha plodolistů s parietální placentací a s jedním, několika nebo nejčastěji s mnoha vajíčky. Plodem je tobolka, šešule nebo šešulka, méně často oříšek.

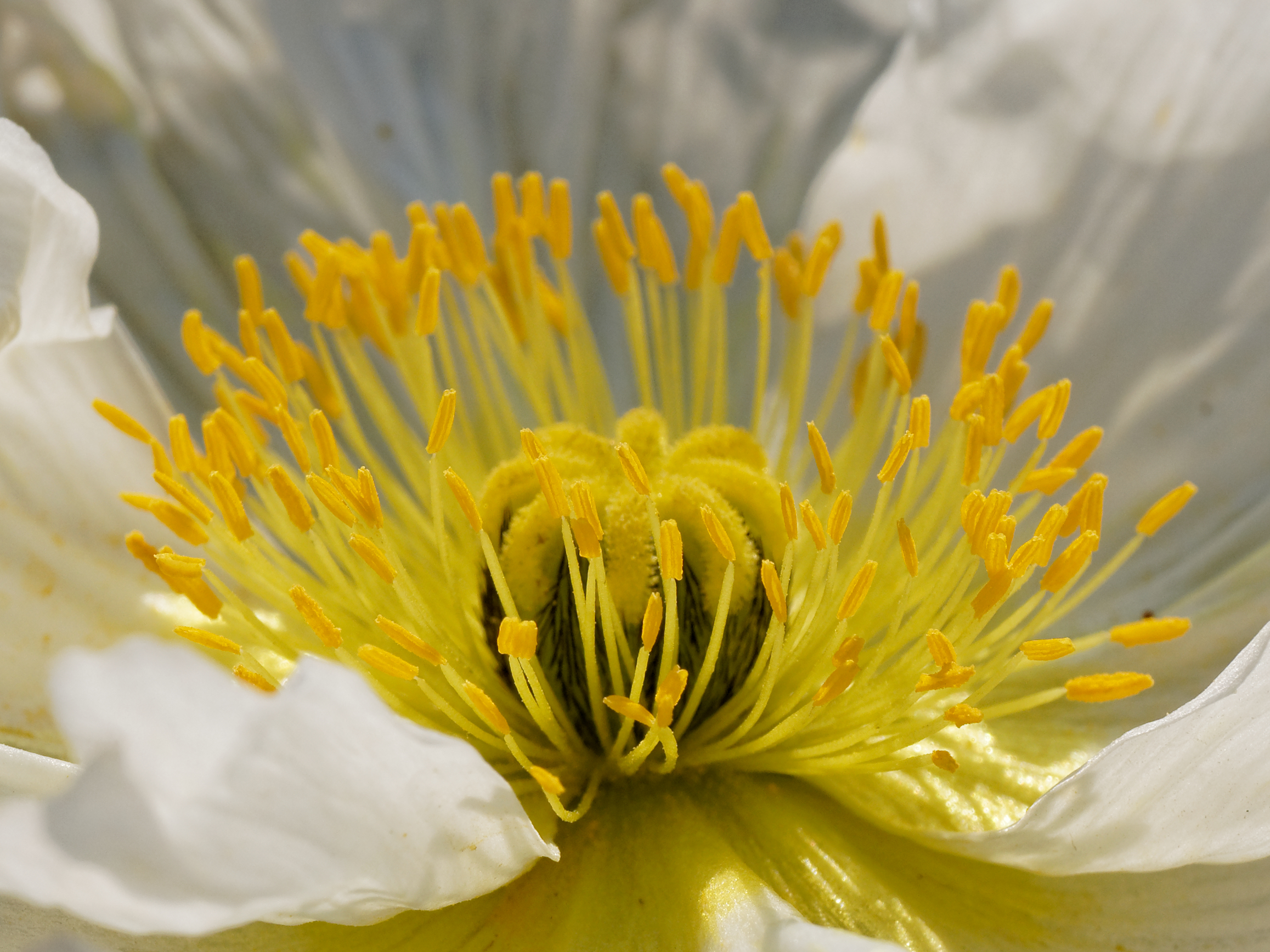
Detail středu květu máku alpského
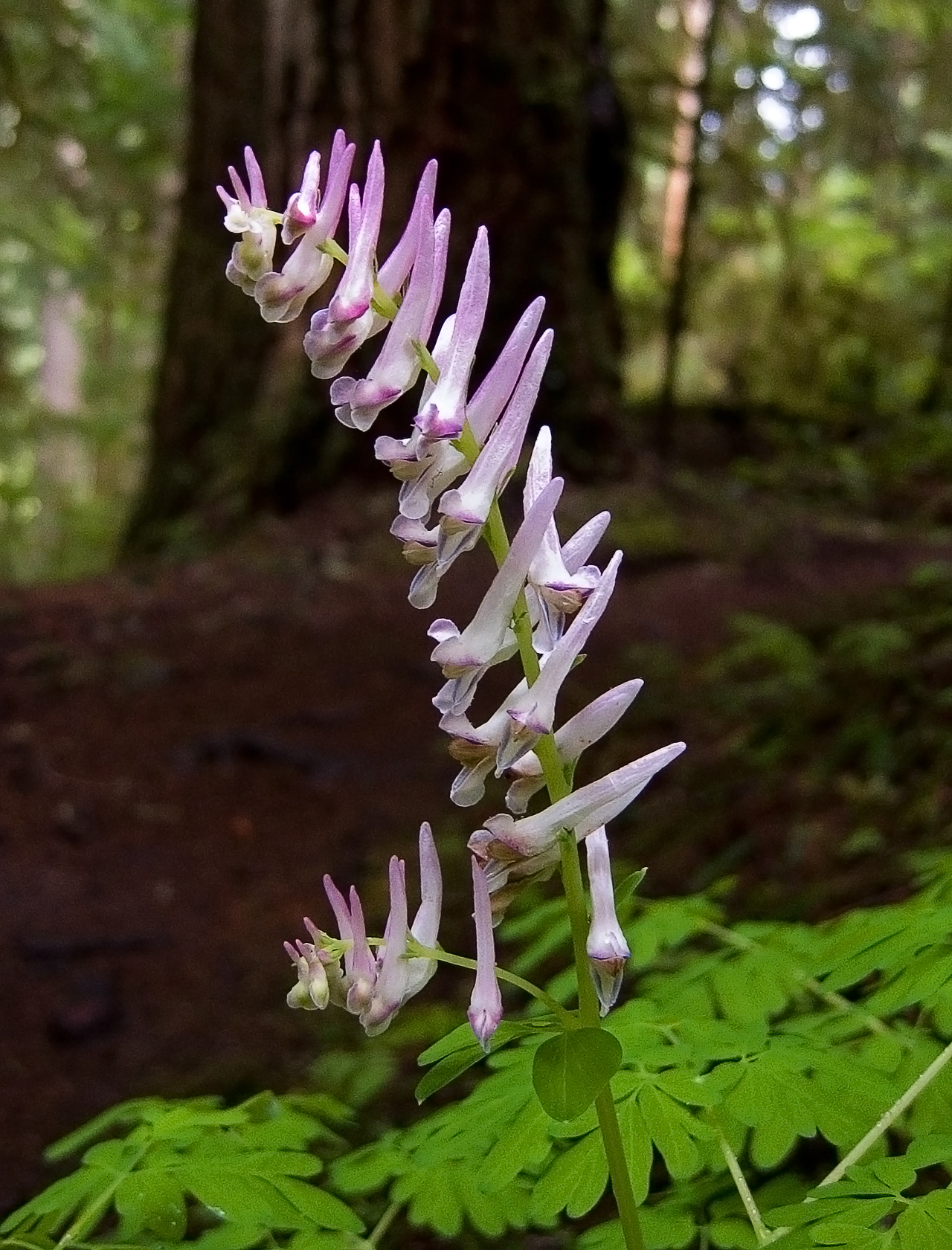
Dymnivka Corydalis scouleri
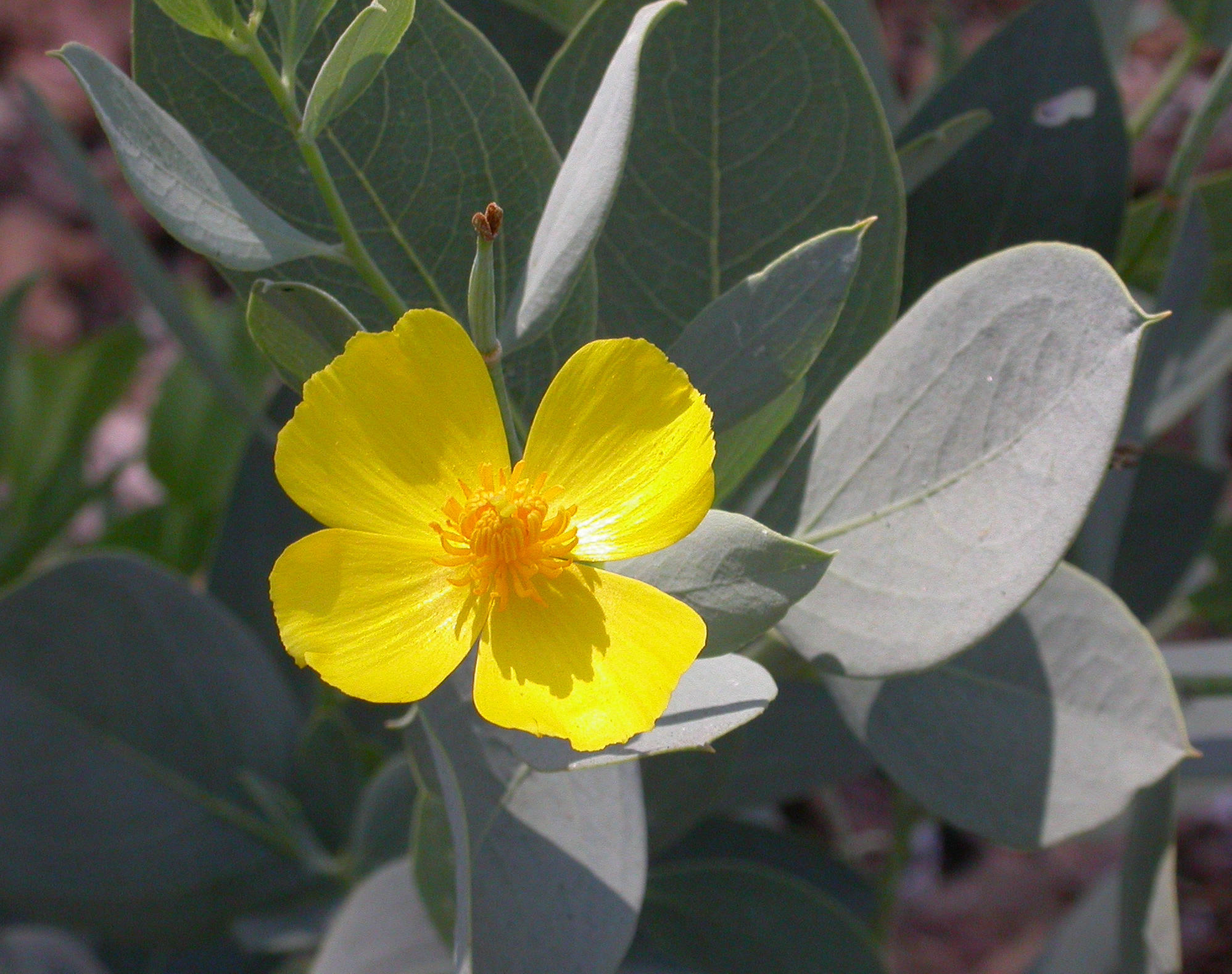
Dendromecon harfordii
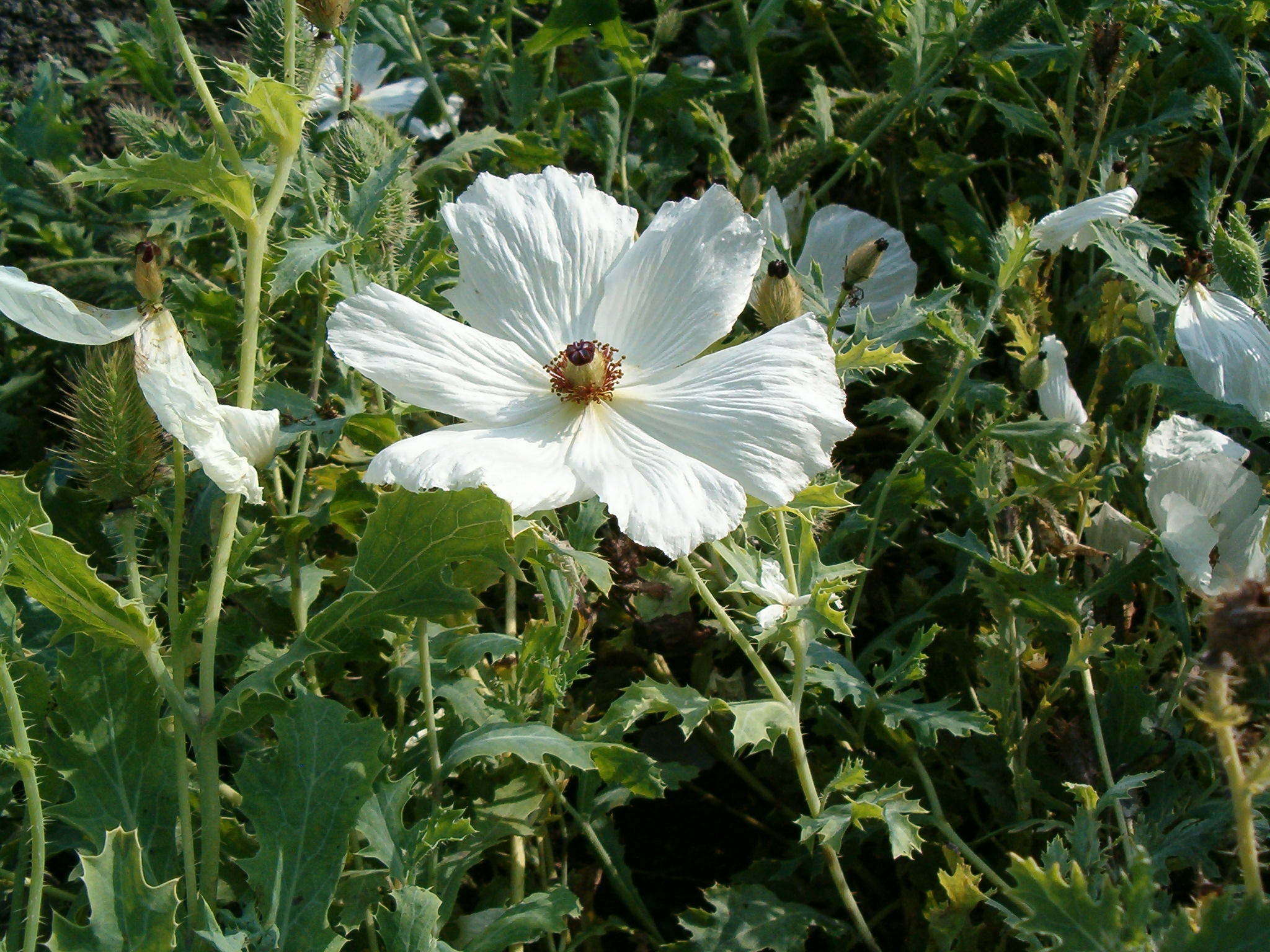
Pleskanka Argemone platyceras

## Rozšíření
Makovité je velká čeleď zahrnující asi 770 druhů ve 43 rodech. Největší rody jsou dymnivka (Corydalis, asi 400 druhů), mák (Papaver, 100), zemědým (Fumaria, 50) a pleskanka (Argemone, 30 druhů). Centrum rozšíření je v mírném a subtropickém pásu severní polokoule, mimo tuto oblast je čeleď zastoupena v Jižní a Střední Americe (kromě Amazonie) a ve východní a jižní Africe.
V tropické Americe rostou celkem 3 rody (Argemone, Bocconia a Hunnemannia).
V květeně České republiky je čeleď makovité zastoupena 5 původními rody. Vyskytuje se zde mák (6 druhů), dymnivka (4), zemědým (4 druhy), dále vlaštovičník větší (Chelidonium majus) a rohatec růžkatý (Glaucium corniculatum). Některé další pěstované druhy zplaňují, zejména mák setý, sluncovka kalifornská a chocholačka žlutá.
V celé Evropě roste celkem 11 původních rodů makovitých. Největším počtem druhů je zastoupen rod zemědým (asi 40 druhů zejména ve Středomoří), mák (asi 19 druhů, některé i v arktických či vysokohorských oblastech) a dymnivka (11 druhů). Další rody jsou (mimo vlaštovičníku) rozšířeny převážně ve Středomoří, příp. v západní Evropě: pamplina (Hypecoum, 6 druhů), Sarcocapnos (4 druhy na Pyrenejském poloostrově), Platycapnos (3 druhy v západní části Středomoří), chocholačka (Pseudofumaria, 2 druhy), rohatec (Glaucium, 2 druhy) a Ceratocapnos (2 druhy). Zbývající 3 rody jsou zastoupeny jediným druhem: mákovník velšský (Meconopsis cambrica) v západní Evropě, Roemeria hybrida ve Středomoří, vlaštovičník větší (Chelidonium majus) v téměř celé Evropě.

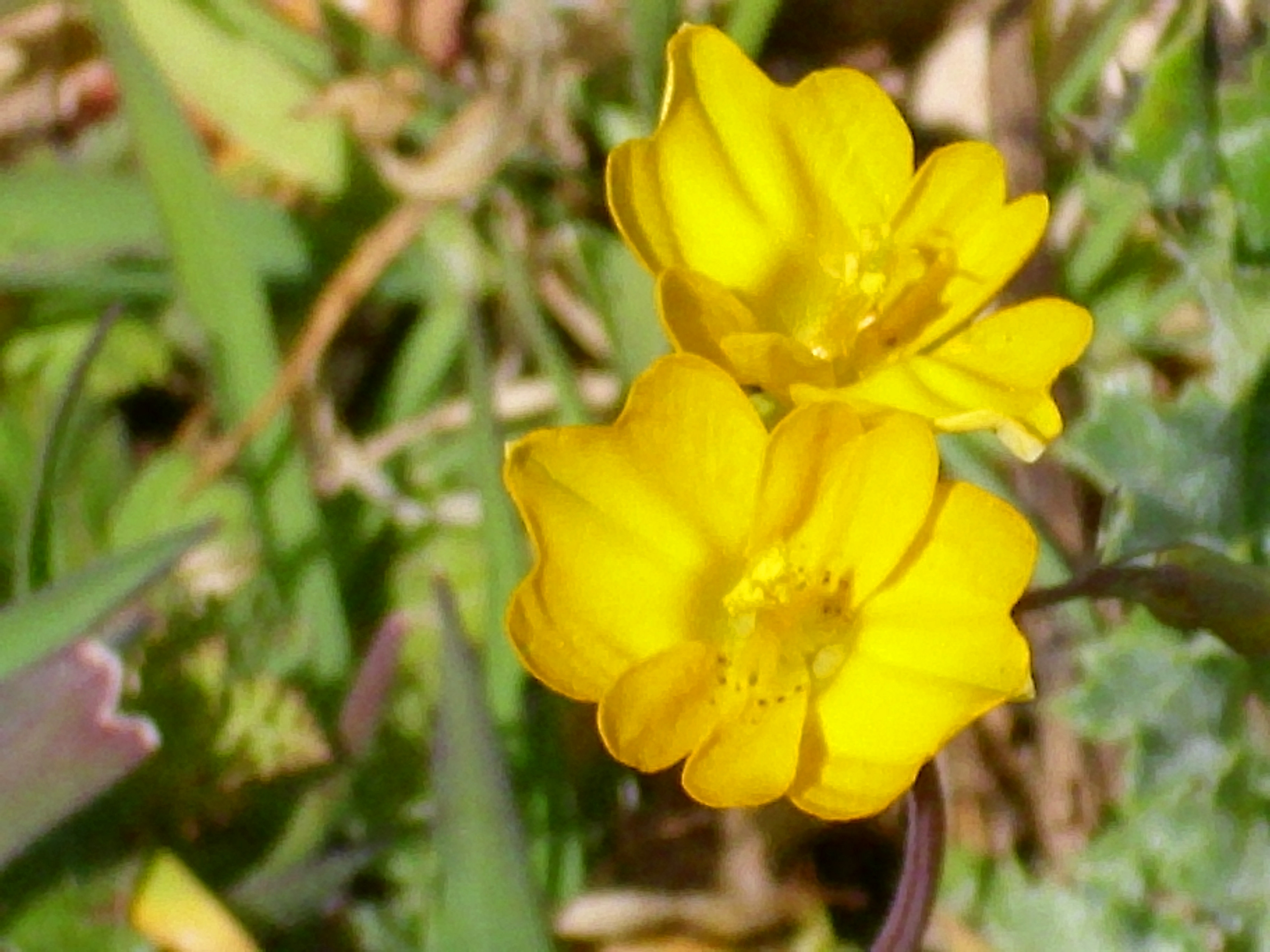
Pamplina Hypecoum imberbe
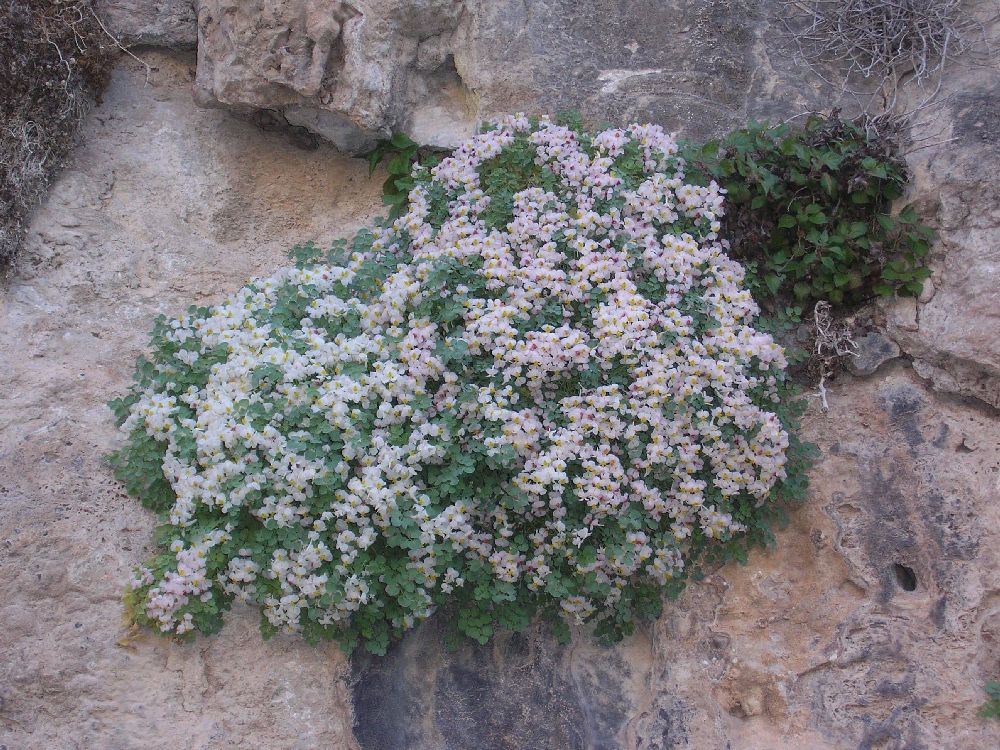
Sarcocapnos baetica
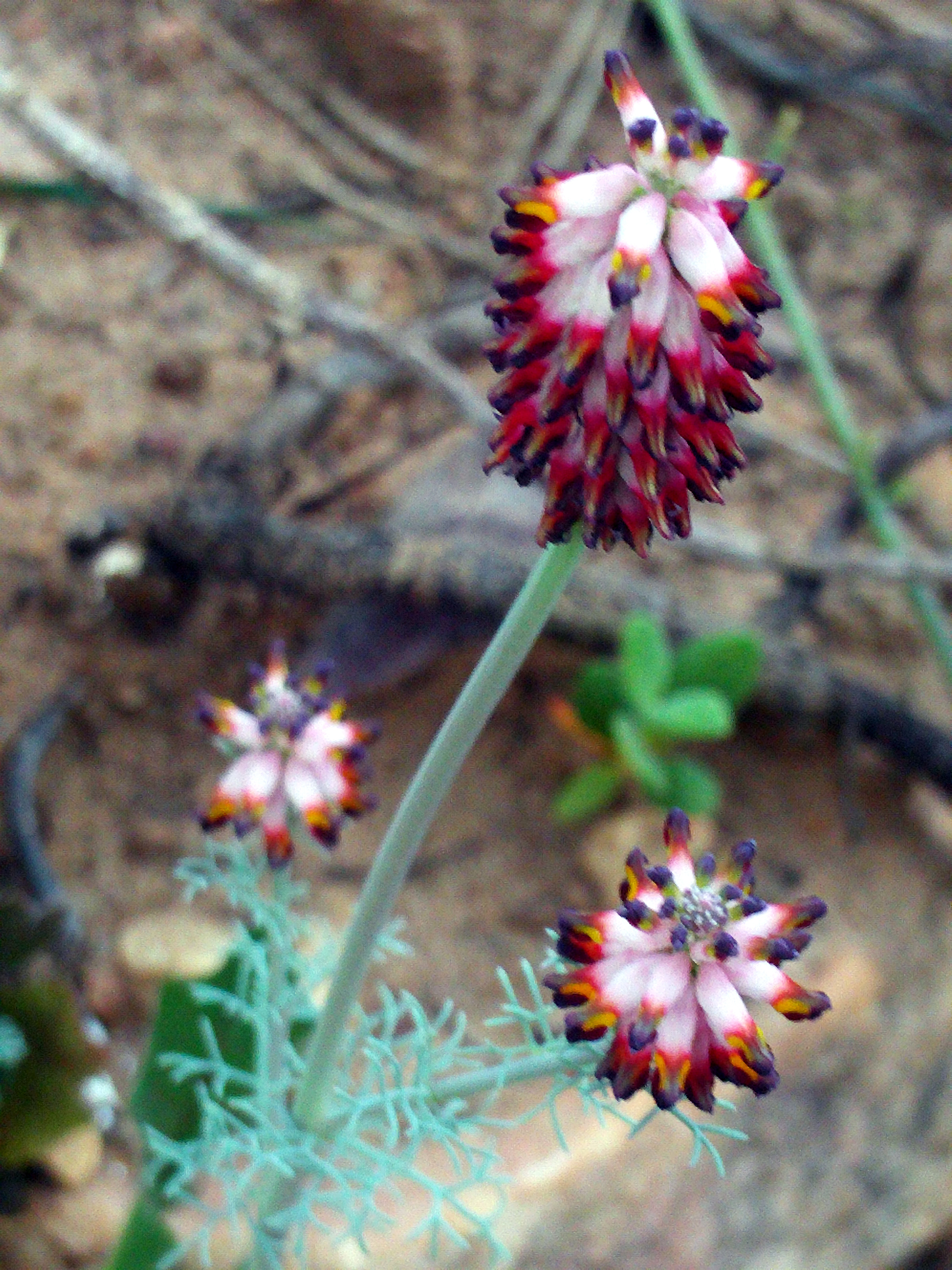
Platycapnos spicata
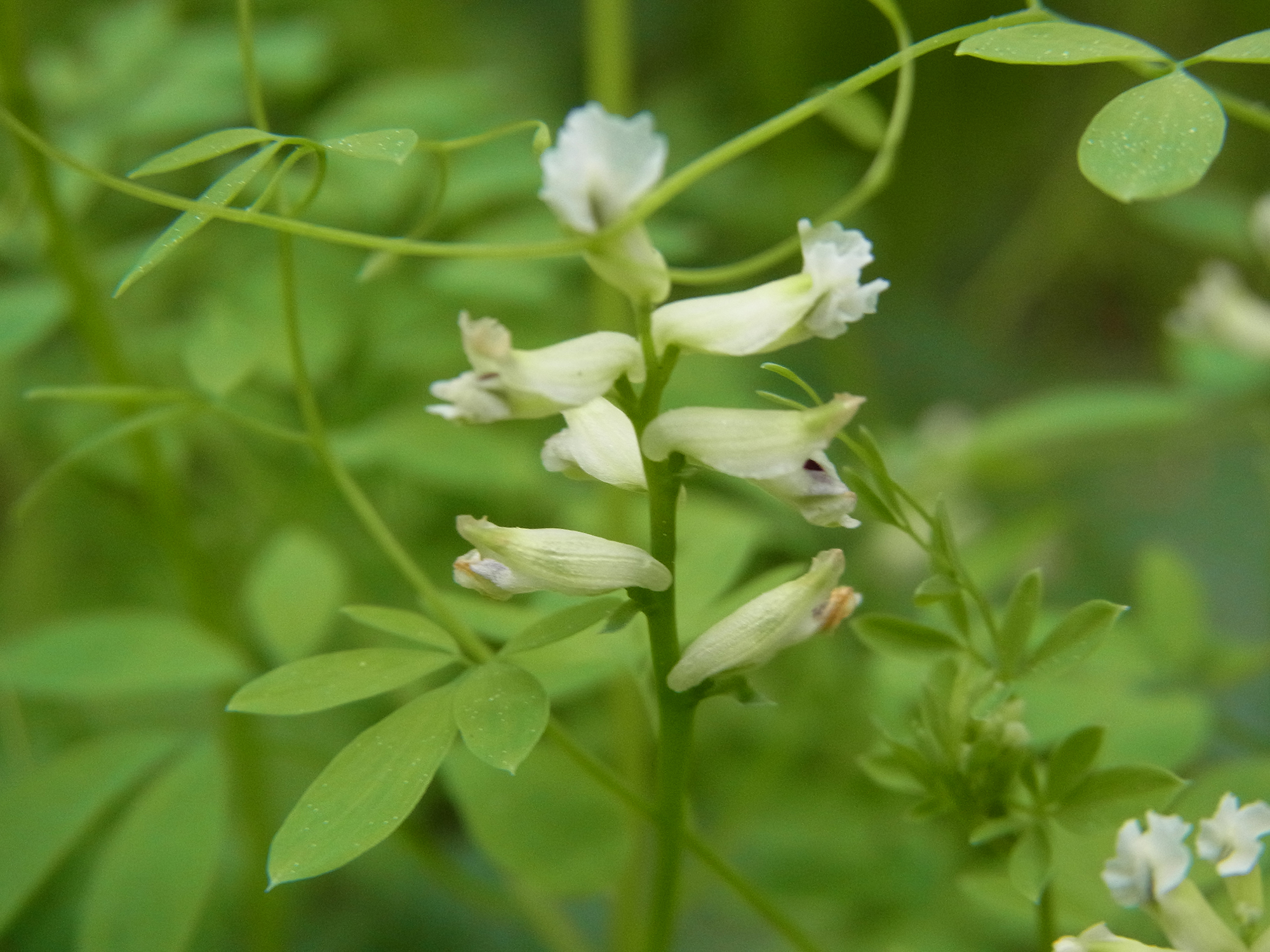
Ceratocapnos claviculata

## Ekologické interakce
Květy makovitých jsou převážně opylovány hmyzem, zejména včelami, vosami a mouchami. Květy zástupců podčeledi Papaveroideae netvoří nektar a navštěvuje je hmyz sbírající pyl, zejména včely, mouchy a brouci. U některých rodů s drobnými květy dochází k přenosu pylu větrem (bokonie a makleja). Drobná semena bývají z tobolek vytřásána větrem, u některých zástupců (např. sluncovka kalifornská) jsou vystřelována. Semena některých druhů jsou opatřena míškem a rozšiřována mravenci. Bokonie (Bocconia) má dužnaté plody, které zůstávají po puknutí plodů viset na rostlinách a vyhledávají je ptáci.

## Obsahové látky
Charakteristickou obsahovou látkou jsou isochinolinové alkaloidy. U podčeledi Fumarioideae je přítomna i kyselina fumarová.

## Taxonomie
Dříve rozlišované čeledi dymnivkovité (Fumariaceae), Hypecoaceae a Pteridophyllacee byly v systému APG vřazeny do čeledi makovité. V současném pojetí je tato čeleď rozdělována na dvě podčeledi a šest tribů:
- Fumarioideae (zemědýmové)
  - Hypecoeae – jediný rod (Hypecoum) zahrnující 17 druhů a rozšířený od Středomoří po Čínu
  - Fumarieae – téměř 600 druhů ve 20 rodech, Eurasie, Afrika i Amerika, většina druhů v Himálaji a Číně
- Papaveroideae (makové)
  - Papavereae – asi 100 druhů v 8 rodech, téměř na všech kontinentech mimo Austrálie a jihovýchodní Asie
  - Chelidonieae – 48 druhů v 9 rodech, Eurasie, Amerika
  - Eschscholtzieae – 16 druhů ve 3 rodech, západ Severní Ameriky
  - Platystemoneae – 5 druhů ve 3 rodech, Severní Amerika[6]

## Zástupci
- adlumie (Adlumia)
- bokonie (Bocconia)
- dendromekon (Dendromecon)
- dymnivka (Corydalis)
- hunemanie (Hunnemannia)
- chocholačka (Pseudofumaria)
- krvavěnka (Sanguinaria)
- mák (Papaver)
- makleja (Macleaya)
- mákovník (Meconopsis, syn. Papaver), též mákovec
- pamplina (Hypecoum)
- pleskanka (Argemone)
- remerie (Roemeria, syn. Papaver)
- rohatec (Glaucium)
- romnea (Romneya, syn. Papaver)
- sluncovka (Eschscholzia)
- srdcovka (Dicentra)
- srdcovka (Lamprocapnos)
- vlaštovičník (Chelidonium)
- vlaštovičníkovec (Hylomecon)
- zemědým (Fumaria)[7][8]

## Význam
Mák setý je známá plodina poskytující potravinářský mák. Tento druh je rovněž zdrojem různých alkaloidů, známých jako opiáty a využívaných v medicíně. Některé opiáty náležejí mezi nelegální drogy. Některé druhy, např. zemědým lékařský, mák setý, mák vlčí a pleskanka (Argemone), jsou využívány v lékařství či léčitelství. Vlaštovičník větší a bokonie (Bocconia) jsou používány k odstraňování bradavic.
Jako okrasné rostliny jsou pěstovány zejména různé druhy máku (Papaver), mákovníky (Meconopsis), srdcovka nádherná (Lamprocapnos spectabilis), pleskanky (Argemone), sluncovka kalifornská (Eschscholzia californica), makleja srdčitá (Macleaya cordata) či chocholačky (Pseudofumaria).

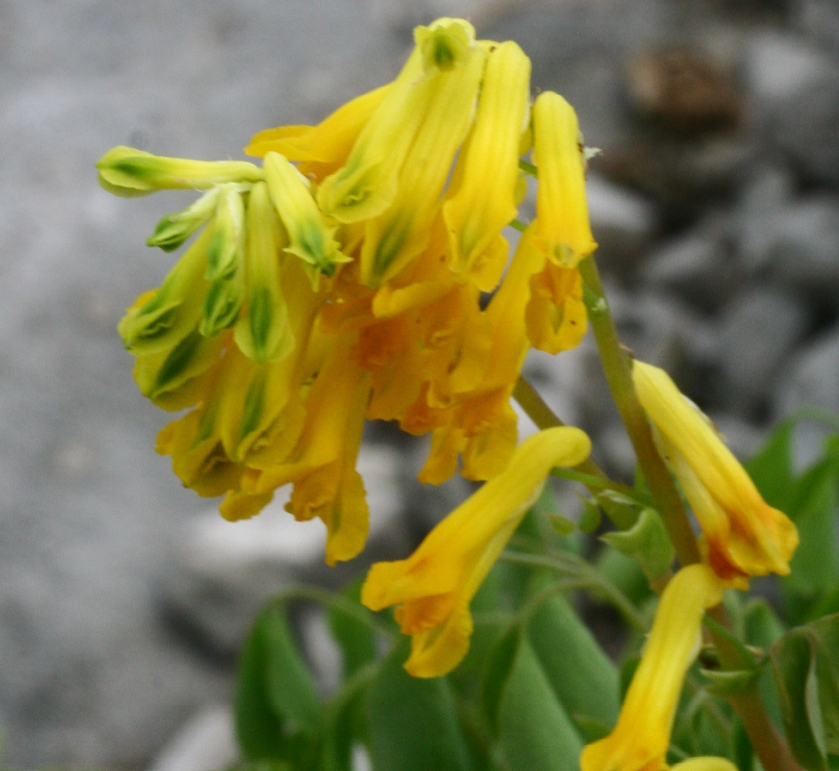
Chocholačka žlutá
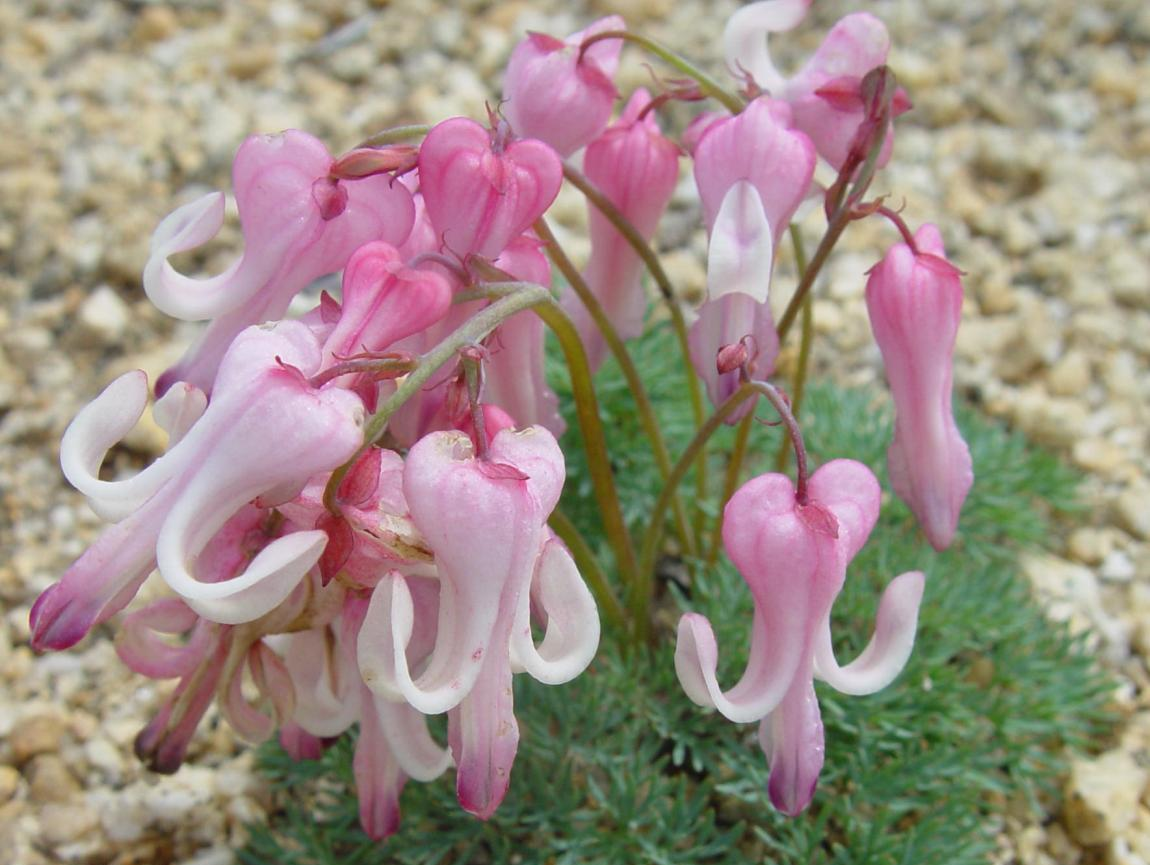
Srdcovka Dicentra peregrina
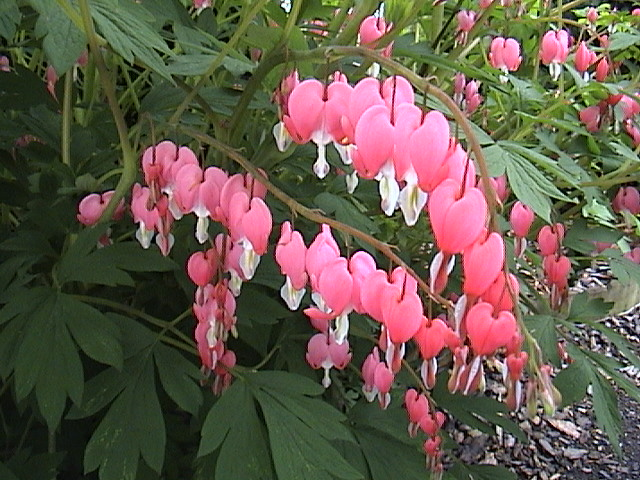
Srdcovka nádherná
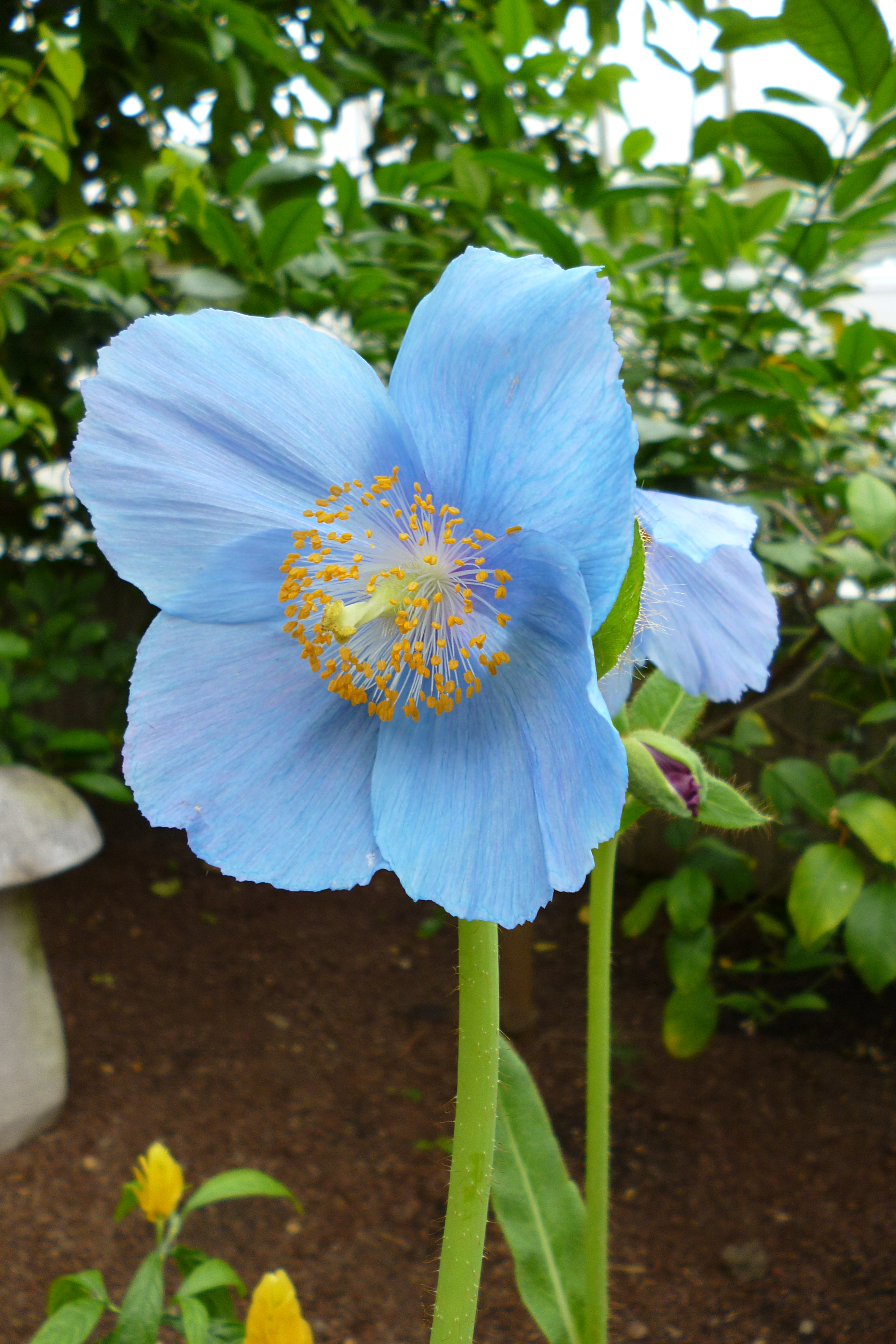
Mákovník bukvicolistý (Meconopsis betonicifolia)
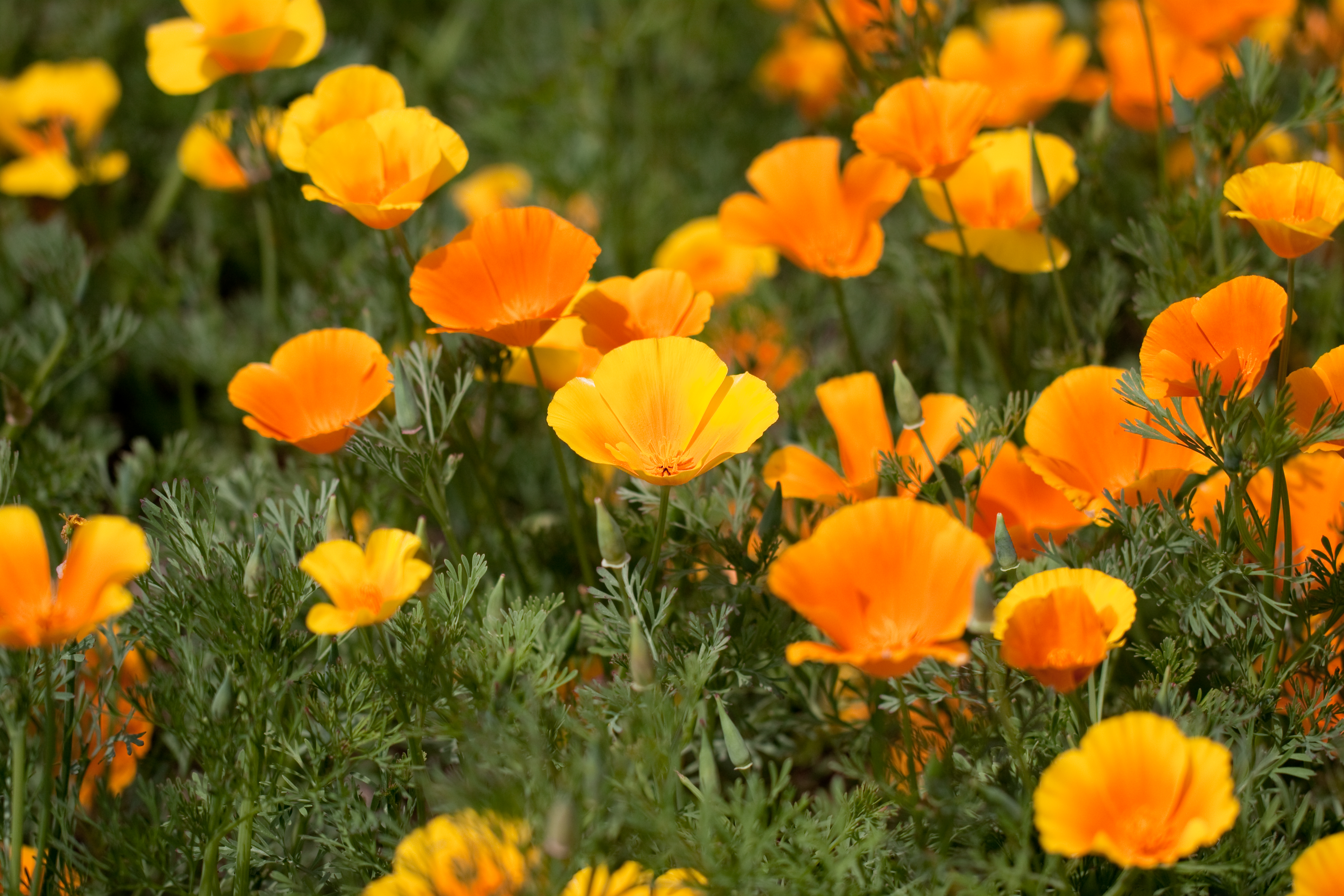
Sluncovka kalifornská

## Seznam rodů
Adlumia, Arctomecon, Argemone, Bocconia, Canbya, Capnoides, Ceratocapnos, Chelidonium, Coreanomecon, Corydalis, Cryptocapnos, Cysticapnos, Dactylicapnos, Dendromecon, Dicentra, Dicranostigma, Discocapnos, Ehrendorferia, Eomecon, Eschscholzia, Fumaria, Fumariola, Glaucium, Hunnemannia, Hylomecon, Hypecoum, Ichtyoselmis, Lamprocapnos, Macleaya, Meconella, Papaver (včetně Meconopsis, Roemeria, Stylomecon), Platycapnos, Platystemon, Platystigma, Pseudofumaria, Pteridophyllum, Roborowskia, Romneya, Rupicapnos, Sanguinaria, Sarcocapnos, Stylophorum, Trigonocapnos